# ワイ・エス・エス
株式会社ワイ・エス・エス（わいえすえす、英称:YSS Corporation）は、神奈川県川崎市川崎区に本社を置くソフトウェア製品の開発・販売会社である。

## 創業
1981年（昭和56年）3月、横浜ソフトウェアサービスとして設立。当初は原子力システムの開発を行っていた。

## 沿革
- 1993年（平成5年）- 帳票出力ソフトの開発と販売を開始
- 1999年（平成11年）- PDF関連のソフトウェアの開発を始める
- 2001年（平成13年）- Yokohama Software Serviceの頭文字を取って、YSS＝ワイ・エス・エスに社名変更した。

## 主な製品
PDF製品は、企業や官公庁向けのWebシステムや連続稼動や大量処理を中心としている。
製品のOEM提供を行っているが、システム向けのサーバ処理製品に集中しており、
個人向けの製品にはあまり積極的ではない。
企業向けシステム開発のノウハウをPDF製品にも生かし、カスタマイズや周辺システム
開発も柔軟に行っている

### システム向けサーバ処理製品

#### PDFオートコンバータEX
Office等のPDF自動変換製品

#### PDFメイクアップ
サーバでPDF結合、印鑑押印、すかし付与等を行う編集ライブラリ

#### PDFオートコンペア
サーバでPDFファイル(図面など)を自動比較

#### IOWebDOC
サーバで帳票をPDF出力、プリンタ印刷する製品

#### PDFtoIMG
PDFファイルをTIFFやJPEGに連続出力

#### PDFtoXML
PDFファイルからデータ抽出してXML出力

### システム向けクライアント製品

#### PDFれびゅーOCX
Flashのようにサーバから自動配布できるActiveXのPDF閲覧・追記・押印・保存抑止・すかし付与ソフト

### クライアント(サイトライセンス対象)製品

#### PDF製本工房
PDFの結合/分割/情報追記ソフト

#### PDFコンバータ
PDF変換ドライバ